# Elezioni generali in Nigeria del 2023
Le elezioni generali in Nigeria del 2023 si sono tenute il 25 febbraio 2023 per eleggere il Presidente, il Vicepresidente ed i membri del Parlamento. Esse sono state percepite come le più combattute dalla fine del regime militare nel 1999.
Il Presidente uscente Muhammadu Buhari, in quanto già al suo secondo mandato, non ha potuto partecipare alle elezioni poiché costituzionalmente limitato.
In seguito allo spoglio elettorale, è emerso vincitore Bola Tinubu del Congresso di Tutti i Progressisti, avendo questi ottenuto sia una pluralità di voti a livello nazionale (36,61%) che il 25% delle preferenze in 27 Stati, soddisfacendo, così, i criteri ed i quorum di legge per essere eletto al primo turno.

## Sistema elettorale

### Elezioni presidenziali
Il Presidente della Nigeria viene eletto utilizzando un sistema maggioritario con eventuali turni di ballottaggio, fino ad un massimo di tre turni. 
Per essere eletto al primo turno, il candidato deve ricevere una pluralità di voti validi e oltre il 25% in almeno 24 dei 36 stati della Nigeria e del Territorio della Capitale Federale. 
Se nessun candidato supera questa soglia, si tiene un secondo turno tra il candidato più votato ed il candidato che avrà ricevuto la maggioranza dei voti nel maggior numero di stati.
Nel secondo turno, il candidato deve ricevere la maggioranza dei voti e oltre il 25% dei voti in almeno 24 dei 36 stati della Nigeria e del Territorio della Capitale Federale. Se nessuno dei due candidati superano tale soglia, si tiene un terzo turno in cui è sufficiente la maggioranza dei voti totali per poter essere eletto.

### Elezioni parlamentari
I 109 membri del Senato e i 360 membri della Camera dei Rappresentanti sono eletti in collegi uninominali secondo un sistema uninominale secco (in inglese: “First-past-the-post”). Peculiarità del Senato, tuttavia, è che in ogni stato vi devono essere obbligatoriamente 3 collegi, e nel Territorio della Capitale Federale, per quanto non sia uno stato, uno.

## Risultati

### Elezione presidenziale
| Bola Tinubu     | Congresso di Tutti i Progressisti | 8 794 726  | 36,61 |  |  |  |  |  |
| Atiku Abubakar  | Partito Democratico Popolare      | 6 984 520  | 29,07 |  |  |  |  |  |
| Peter Obi       | Partito Laburista                 | 6 101 533  | 25,40 |  |  |  |  |  |
| Rabiu Kwankwaso | Nuovo Partito Popolare Nigeriano  | 1 496 687  | 6,23  |  |  |  |  |  |
| Altri           | —                                 | 648 474    | 2,70  |  |  |  |  |  |
| Totale          | Totale                            | 24 025 940 | 100   |  |  |  |  |  |
|                 |                                   |            |       |  |  |  |  |  |
| Voti non validi | Voti non validi                   | 939 633    | 3,76  |  |  |  |  |  |
| Votanti         | Votanti                           | 24 965 573 | 26,71 |  |  |  |  |  |
| Elettori        | Elettori                          | 93 469 008 |       |  |  |  |  |  |

| Bola Tinubu     |  | 36,61% |
| Atiku Abubakar  |  | 29,88% |
| Peter Obi       |  | 26,10% |
| Rabiu Kwankwaso |  | 6,40%  |
| Altri           |  | 2,70%  |

| Candidato       | Pluralità di voti nazionale | Stati vinti | Stati in cui ha ottenuto più del 25% delle preferenze | Esito                |
| --------------- | --------------------------- | ----------- | ----------------------------------------------------- | -------------------- |
| Bola Tinubu     | Sì                          | 12          | 27                                                    | ✔️ Eletta/o          |
| Atiku Abubakar  | No                          | 12          | 20                                                    | ❌ Non eletta/o (2º) |
| Peter Obi       | No                          | 11 + TCF    | 16 + TCF                                              | ❌ Non eletta/o (3º) |
| Rabiu Kwankwaso | No                          | 1           | 1                                                     | ❌ Non eletta/o (4º) |
| Altri           | No                          | 0           | 0                                                     | ❌ Non eletta/o (-º) |

### Elezioni parlamentari

#### Camera dei rappresentanti
| Liste                                   | Seggi |
| --------------------------------------- | ----- |
| Congresso di Tutti i Progressisti       | 176   |
| Partito Democratico Popolare            | 118   |
| Partito Laburista                       | 35    |
| Nuovo Partito Popolare Nigeriano        | 19    |
| Grande Alleanza di Tutti i Progressisti | 5     |
| Altri                                   | 5     |
| Totale                                  | 360   |

| Riepilogo dei seggi | Riepilogo dei seggi | Riepilogo dei seggi | Riepilogo dei seggi | Riepilogo dei seggi | Riepilogo dei seggi | Riepilogo dei seggi |
| ------------------- | ------------------- | ------------------- | ------------------- | ------------------- | ------------------- | ------------------- |
|                     |                     |                     |                     |                     |                     |                     |
| APC                 | 176                 |                     |                     | PDP                 | 118                 |                     |
| NLP                 | 35                  |                     |                     | NNPP                | 19                  |                     |
| APGA                | 5                   |                     |                     | NSDP                | 2                   |                     |
| ADC                 | 2                   |                     |                     | YPP                 | 1                   |                     |

#### Senato
| Liste                                   | Seggi |
| --------------------------------------- | ----- |
| Congresso di Tutti i Progressisti       | 59    |
| Partito Democratico Popolare            | 36    |
| Partito Laburista                       | 8     |
| Nuovo Partito Popolare Nigeriano        | 2     |
| Grande Alleanza di Tutti i Progressisti | 1     |
| Altri                                   | 3     |
| Totale                                  | 109   |

| Riepilogo dei seggi | Riepilogo dei seggi | Riepilogo dei seggi | Riepilogo dei seggi | Riepilogo dei seggi | Riepilogo dei seggi | Riepilogo dei seggi |
| ------------------- | ------------------- | ------------------- | ------------------- | ------------------- | ------------------- | ------------------- |
|                     |                     |                     |                     |                     |                     |                     |
| APC                 | 59                  |                     |                     | PDP                 | 36                  |                     |
| NLP                 | 8                   |                     |                     | NNPP                | 2                   |                     |
| APGA                | 1                   |                     |                     | NSDP                | 2                   |                     |
| YPP                 | 1                   |                     |                     |                     |                     |                     |